# André Frédéric Cournand
André Frédéric Cournand (ur. 24 września 1895 w Paryżu, zm. 19 lutego 1988 w Great Barrington, hrabstwo Berkshire, Massachusetts) – lekarz i fizjolog amerykański pochodzenia francuskiego, laureat Nagrody Nobla.

## Życiorys
Urodził się jako drugie z czworga dzieci Julesa Cournanda, stomatologa i jego żony Marguérite Weber. Maturę uzyskał w Lycée Condorcet, a następnie w 1913 uzyskał tytuł licencjata na Wydziale Literatury Sorbony, uzyskując w następnym roku dyplom z fizyki, chemii i biologii na Wydziale Nauk Ścisłych.
W 1914 rozpoczął studia medyczne, które przerwał zgłaszając się na ochotnika do armii francuskiej, gdzie początkowo był szeregowcem w pułku piechoty, następnie sanitariuszem i chirurgiem batalionowym. Został odznaczony Krzyżem Wojennym z trzema brązowymi gwiazdami (Croix de Guerre). Pod koniec I wojny światowej, po opuszczeniu armii, rozpoczął ponownie studia medyczne. Po ich ukończeniu rozpoczął pracę w Hôpitaux de Paris, gdzie zdobył w ciągu kilku lat duże doświadczenie kliniczne. W maju 1930 na podstawie opublikowanej rozprawy na temat ostrego stwardnienia rozsianego otrzymał tytuł doktora medycyny na Wydziale Medycyny w Paryżu. 
W USA pracował od 1930, był profesorem Columbia University w Nowym Jorku i członkiem Narodowej Akademii Nauk w Waszyngtonie. Zajmował się badaniem układu krążenia i oddechowego. Mimo że Wernerowi Forssmanowi udało się wprowadzić cewnik do własnego serca w 1929, istniały wątpliwości do kontynuowania tego typu badań. Niemniej jednak, począwszy od 1941, André Cournand i Dickinson Richards opublikowali serię badań, które wprowadziły zastosowanie cewnikowania serca, między innymi w celu wprowadzenia środka kontrastowego do zdjęć rentgenowskich oraz pomiaru ciśnienia i zawartości tlenu we krwi. Ponieważ możliwe było dotarcie do górnych komór serca, ciśnienie krwi i zawartość tlenu we krwi mogły być mierzone w drodze z serca do płuc, co wcześniej było niemożliwe.
Nagrodę Nobla otrzymał w 1956 wspólnie z Wernerem Forssmannem i Dickinsonem Richardsem za prace z fizjopatologii krążenia oraz za badania nad cewnikowaniem serca.

## Nagrody i odznaczenia
- Nagroda Laskera w 1949
- Nagroda Nobla w dziedzinie medycyny
- Doktor honoris causa - Uniwersytetu Strasburskiego w 1957, Uniwersytetu w Lyonie w 1958, Uniwersytetu w Pizie w 1961
- Legia Honorowa (oficer)